# Арбузников, Николай Иванович
Николай Иванович Арбузников (1906—1991) — советский легкоатлет (тройной прыжок, метание гранаты), чемпион и призёр чемпионатов страны, Заслуженный мастер спорта СССР (1939).
Многократный рекордсмен страны по этим видам лёгкой атлетики. Выступал за «Динамо» (Москва). В 1934 году стал первым из советских спортсменов, преодолевшим в тройном прыжке отметку 14 метров. В том же году установил рекорд страны в метании гранаты — 79,80 м.

## Спортивные результаты
- Чемпионат СССР по лёгкой атлетике 1928 года:
  - Тройной прыжок —  (13,26);
  - Метание гранаты —  (72,98);
- Всесоюзные межведомственные соревнования по лёгкой атлетике 1934 года:
  - Тройной прыжок —  (14,14);
- Чемпионат СССР по лёгкой атлетике 1937 года:
  - Тройной прыжок —  (13,76);